# Museo del tappeto dell'Azerbaigian
Il Museo del Tappeto dell'Azerbaigian è un museo che raccoglie le opere degli artisti popolari e contemporanei, insieme ad arazzi e tappeti, della cultura nazionale e dell'arte del popolo dell'Azerbaigian.

## Descrizione
Il Museo del Tappeto dell’Azerbaijan è un museo che si mostra i tappeti azeri e gli oggetti che appartengono all’arte di tessitura di tappeti di vari periodi storici. Contiene la più vasta collezione dei tappeti azeri nel mondo. Nel 2014 si fu trasferito in un nuovo edificio situato al boulevard. Il museo è diventato un centro di ricerca e di formazione culturale dove si tennero molti eventi come mostre, simposi e conferenze internazionali.

## Storia
Il Museo dei Tappeti dell’Azerbaijan fu fondato dall’ordine n.130 del 13 marzo 1967 del Consiglio dei Ministri della SSR dell’Azerbaigian. Dal 1967 al 1993 fu chiamato Museo Statale dei Tappeti e delle arti applicate, dal 1993 al 2014 fu rinominato Museo Statale dei Tappeti intitolato a Latif Karimov. Dal 2014 è chiamato Museo dei Tappeti dell’Azerbaigian. Al momento della fondazione era l’unico museo dedicato ai tappeti al mondo. L’obiettivo principale della creazione del museo era quello di valorizzare il tappeto azero come una delle componenti più importanti del patrimonio artistico nazionale.

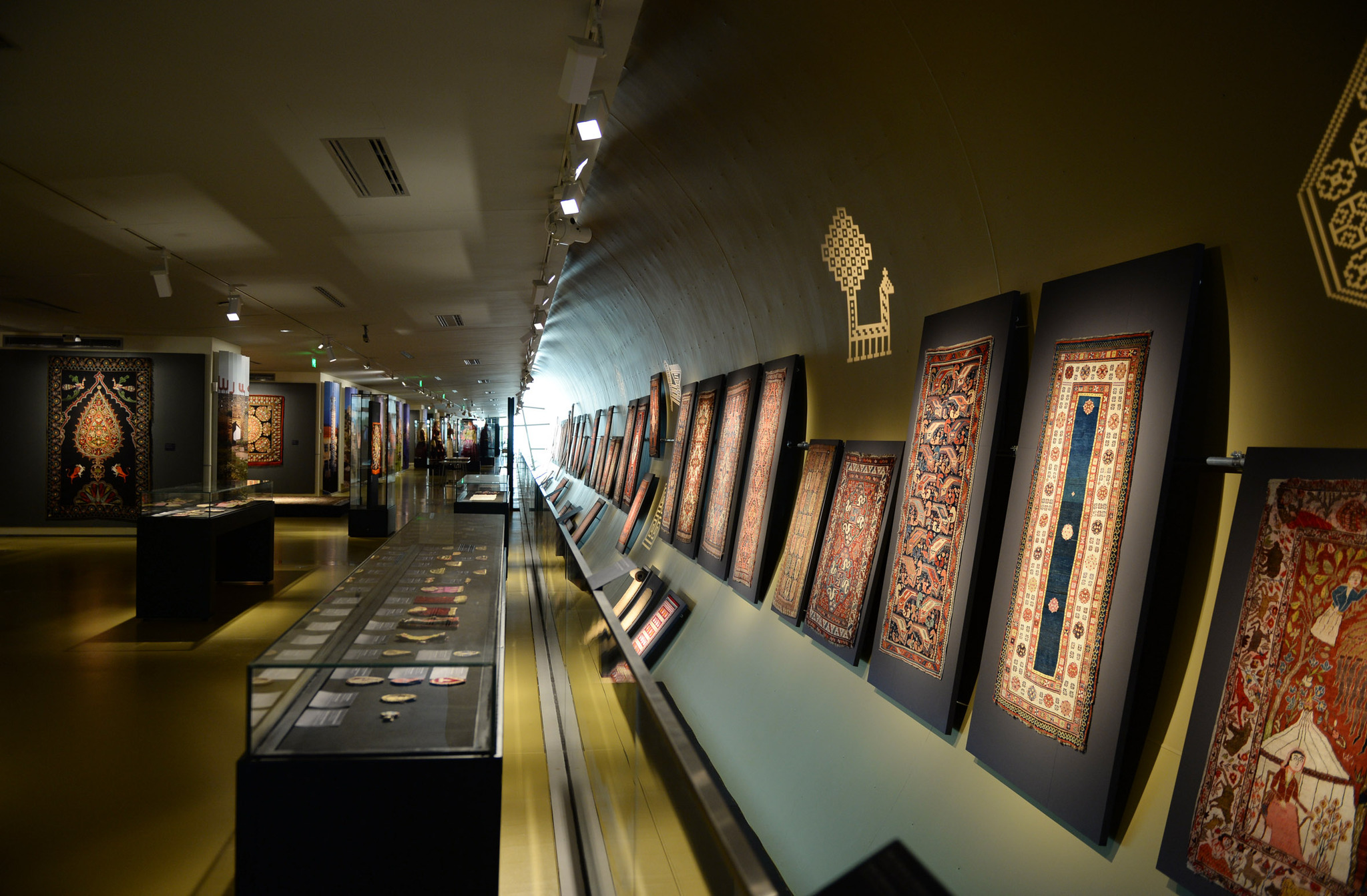
Vista dell'interno del museo

Il 26 aprile 1972 ci fu la prima esposizione, che fu presentata nell’edificio della Moschea Juma, un monumento architettonico del XIX secolo, situate nella Città Vecchia. La moschea fu costruita nel XV secolo e ristrutturata nel XIX secolo. Nel 1992, dopo il crollo dell'URSS, il museo fu trasferito al secondo piano di quello che oggi è il Baku Museum Center, un edificio che era stato originariamente il museo di Lenin. La collezione fu chiamata in onore del tessitore di tappeti Latif Karimov. Dal 2010 i tappeti azeri sono stati inseriti nell'elenco come patrimonio culturale dall'UNESCO.
A cavallo degli anni 1970-1980 con il sostegno costante della leadership del Paese, il museo accrebbe la sua collezione con oggetti artigianali. In quegli anni furono acquistati tanti capolavori dell’arte di tessitura dei tappeti azeri per il museo.